# Santa Cruz de Barahona
Pour les articles homonymes, voir Santa Cruz et Barahona.
Santa Cruz de Barahona est une ville du Sud de la République dominicaine et le chef-lieu de la province de Barahona. La ville a également donné son nom à toute la péninsule sud d'Hispaniola, la péninsule de Barahona.

## Géographie
La ville se situe dans la baie de Neiba à environ 200 km au sud-ouest de Santo Domingo.

## Histoire
Barahona a été fondée en 1802 par Toussaint Louverture lors de l'occupation haïtienne.

## Économie

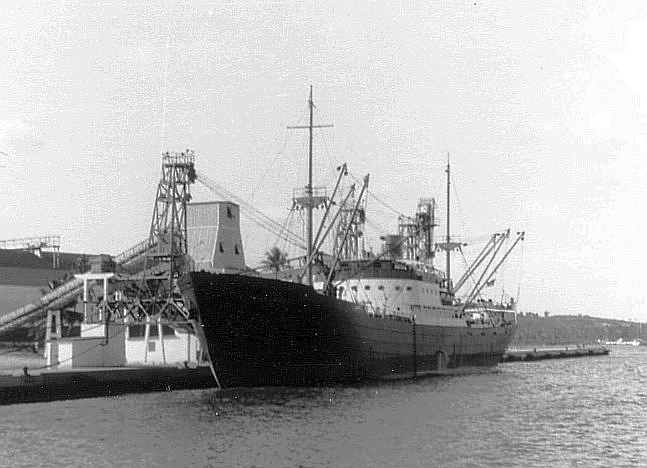
Le navire marchand allemand MV Vogelsberg chargeant du sucre dans le port de Santa Cruz de Barahona en 1959.

Bien que situées sur la côte, la ville comme la province sont relativement peu touristiques, sans doute à cause de leur éloignement des principaux aéroports du pays et des grandes villes, ainsi que de l'absence de grandes plages. Barahona est à plus de 200 km de Saint-Domingue et de l'aéroport Las Americas.
Cependant la ville et sa région ont un grand potentiel pour l'écotourisme et le tourisme d'aventure.
La ville accueille un port et une sucrerie.

## Personnalité
Ville natale de l'actrice américaine Maria Montez (1912-1951), l'aéroport municipal lui rend hommage en portant son nom (Aéroport international María-Montez).